# Rathausplatz 1 (Castell)

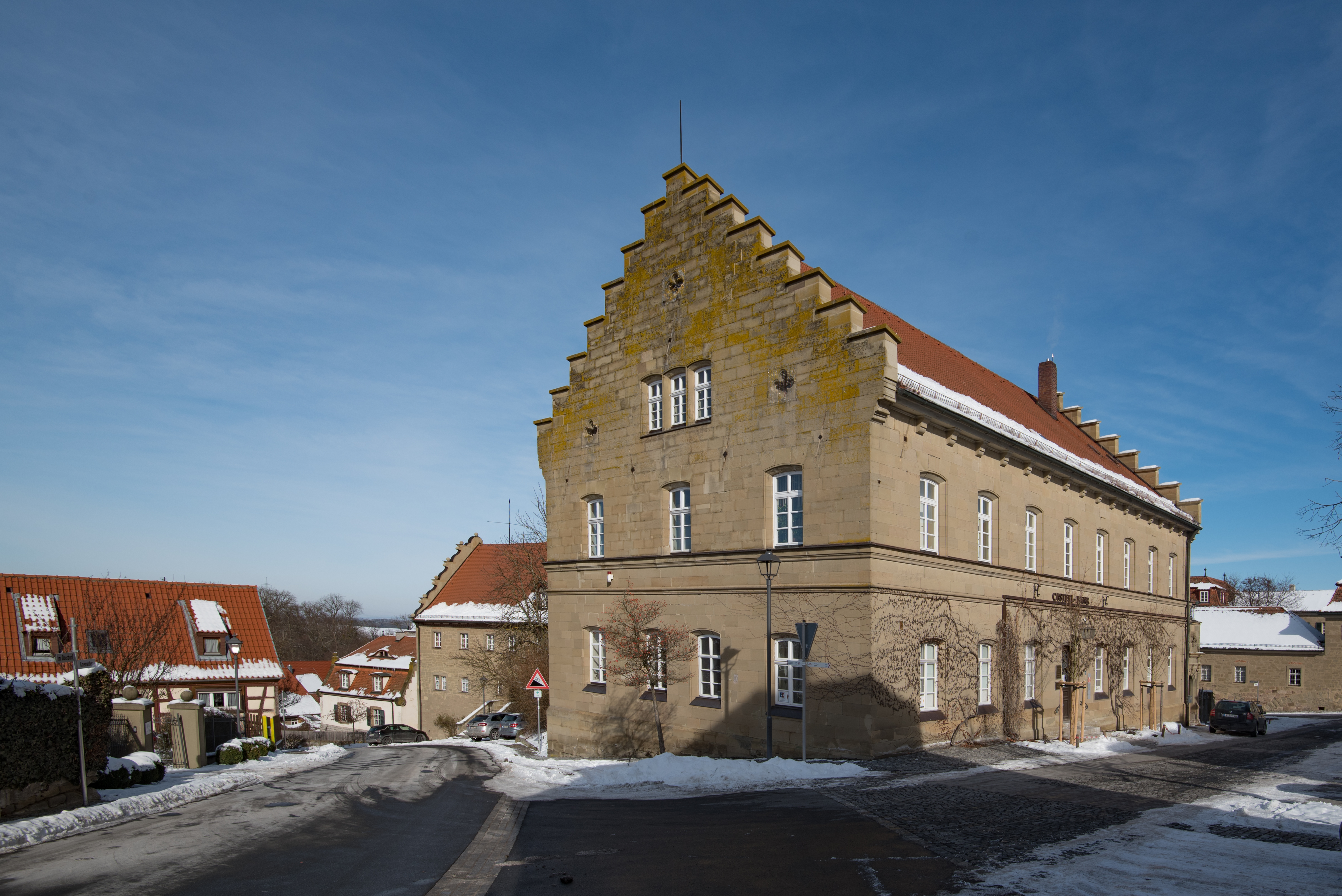
Haus am Rathausplatz 1

Das Haus Rathausplatz 1 (früher Hausnummer 66 und 67) ist ein denkmalgeschütztes Gebäude in Castell im unterfränkischen Landkreis Kitzingen. Im Haus war lange Zeit der Sitz der Castell-Bank. Daneben wurde die Verwaltung der fürstlich castell’schen Standesherrschaft unter dem Namen Domanialkanzlei in diesem Haus erledigt.

## Geschichte
Das Grundstück, auf dem sich heute der Bau erhebt, wurde ursprünglich von mehreren Baulichkeiten bestanden. Haus Nummer 66 wurde 1617 erstmals urkundlich erwähnt. Es wurde damals von Valentin Hallbauer bewohnt. 1676 musste die Herrschaft der Grafen zu Castell das Anwesen jedoch kaufen, weil ein Brand die Baulichkeiten beschädigt hatte. Erst Sebastian Düßel (auch Diesel) gelang es nach 1678 ein Haus an die Stelle der öden Hofstatt zu stellen, in das zwei Wohnungen eingebaut wurden. Nach Düßels Tod lebte zwischen 1707 und 1722 seine Witwe Margaretha und anschließend sein Schwiegersohn Hanns Wolff Kirchner in einer Haushälfte.
Die andere Haushälfte wurde zunächst von der Familie des Caspar Stettler, eines weiteren Schwiegersohns bewohnt. 1709 tauschte Christoph Stumpf von Haus Nr. 55 mit Stettler. Nach dessen Tod 1713 gelangte dessen Schwiegersohn Sinn in den Besitz. Erst 1715 gelang es Hanns Wolff Kirchner beide Haushälften wieder zusammenzufügen. Er tauschte das Anwesen allerdings 1722 mit Seligmann Schmul, einem der herrschaftlichen Schutzjuden. Zwischen 1751 und 1755 ist der Bäcker Matthäus Lindner in dem Haus nachweisbar. Später zieht dessen Mutter, die Witwe des Conrad Lindner, in den Räumlichkeiten ein.
Zwischen 1762 und 1800 war das Haus vom Bäcker und Schultheißen Johann Heinrich Christoph Lindner und dessen Ehefrau Elisabetha Albrecht aus Krassolzheim bewohnt. Lindner ließ 1777 Nummer 66 neu errichten, wobei nun eine Kelter auf dem Grundstück eingerichtet wurde. Auch in den folgenden Jahrzehnten besitzen immer Bäcker das Haus am heutigen Rathausplatz. Über Lindners Schwiegersohn Johann Michael Schmidt gelangte es an Johann Martin Schmidt, bevor 1836 bis 1847 Georg Martin Schmidt das Anwesen besaß. 1847 kam das Haus in die Hände der Gräflichen Kreditkasse.
Das Haus Nummer 67 ist noch um einiges älter. Es wurde 1558 erstmals als „Hauß ob der Badstuben“ erwähnt. Später gelangte es unter anderem an den Jäger Christophell Opfer. Lückenlos sind die Bewohner ab 1622 nachweisbar. Wie Hausnummer 66 war auch hier durch den Brand einige Zerstörung angerichtet worden, sodass die Herrschaft zwischen 1640 und 1669 als Eigentümer gelten muss. Der Wiederaufbau kam nur schleppend voran. Ab 1703 lebte der Bader Johann Melchior Krackert (auch Krackherdt) in den Räumlichkeiten. Ihm folgte 1711 bis 17177 Matthäus Oberseiter ein Laborant aus Petersdorf nach. Wohl durch den Kutscher Simon Käfferlein wurde das Anwesen Nr. 67 in zwei Teile geteilt.
Käfferlein selbst und später seine Witwe lebten in der neuen Wohnung mit der Nummer 67 ½, in Nummer 67 zog der Büttner Johann Backert ein. Zwischen 1745 und 1762 war der eine Teil von Georg Kürz bewohnt, während die Bewohner in der anderen Hälfte häufiger wechselten. Unter anderem lebte hier der Weber Hannß Diesel aus Stierhöchstätt. Hausnummer 67 gelangte anschließend zwischen 1766 und 1800 an den Gemeindehirten Wendel Haßelauer aus Wüstenfelden und dann bis 1847 an dessen Sohn Conrad Haßlauer, der als Häcker tätig war. 
Hausnummer 67 ½ war auch im 19. Jahrhundert häufiger von Besitzerwechseln betroffen. Zwischen 1800 und 1803 ist Leonhard Brunner nachweisbar, ihm folgte 1803 bis 1814 Georg Andreas Warttig nach. Bis 1827 ist danach der Häcker Georg Egelseer nachweisbar. Tobias Ludwig Thurn junior erwarb es 1827, ehe von 1840 bis 1847 Johann Daniel Joachim Friedrich Brandt aus Prichsenstadt als Ehenachfahr an das Haus gelangte. Brandt tauschte das Anwesen 1847 mit der Gräflichen Kreditkasse, der heutigen Castell-Bank. Die Bank erwarb im gleichen Jahr auch Haus Nr. 67 und ließ zunächst alle drei Anwesen abreißen.
Es entstand noch 1847 der heute noch bestehende Neubau, der als Sitz der Kreditkasse mit Kassentrakt geplant wurde. In den folgenden Jahren wurden immer wieder Anbauten vorgenommen. So entstand 1848 das Wasch- und das Holzhaus, 1905 der Stiegenhaus-Anbau. Die Kreditkasse nahm die Büroräume im Erdgeschoss ein, während im Obergeschoss ab 1905 die fürstliche Verwaltung und eine Privatwohnung eingebaut wurden. 1956/1957 wurden die Büroräume der Bank umgebaut. Nach der Verlegung des Hauptsitzes der Privatbank nach Würzburg besteht heute in den Räumlichkeiten noch die Forstverwaltung der Fürsten Castell.

## Beschreibung

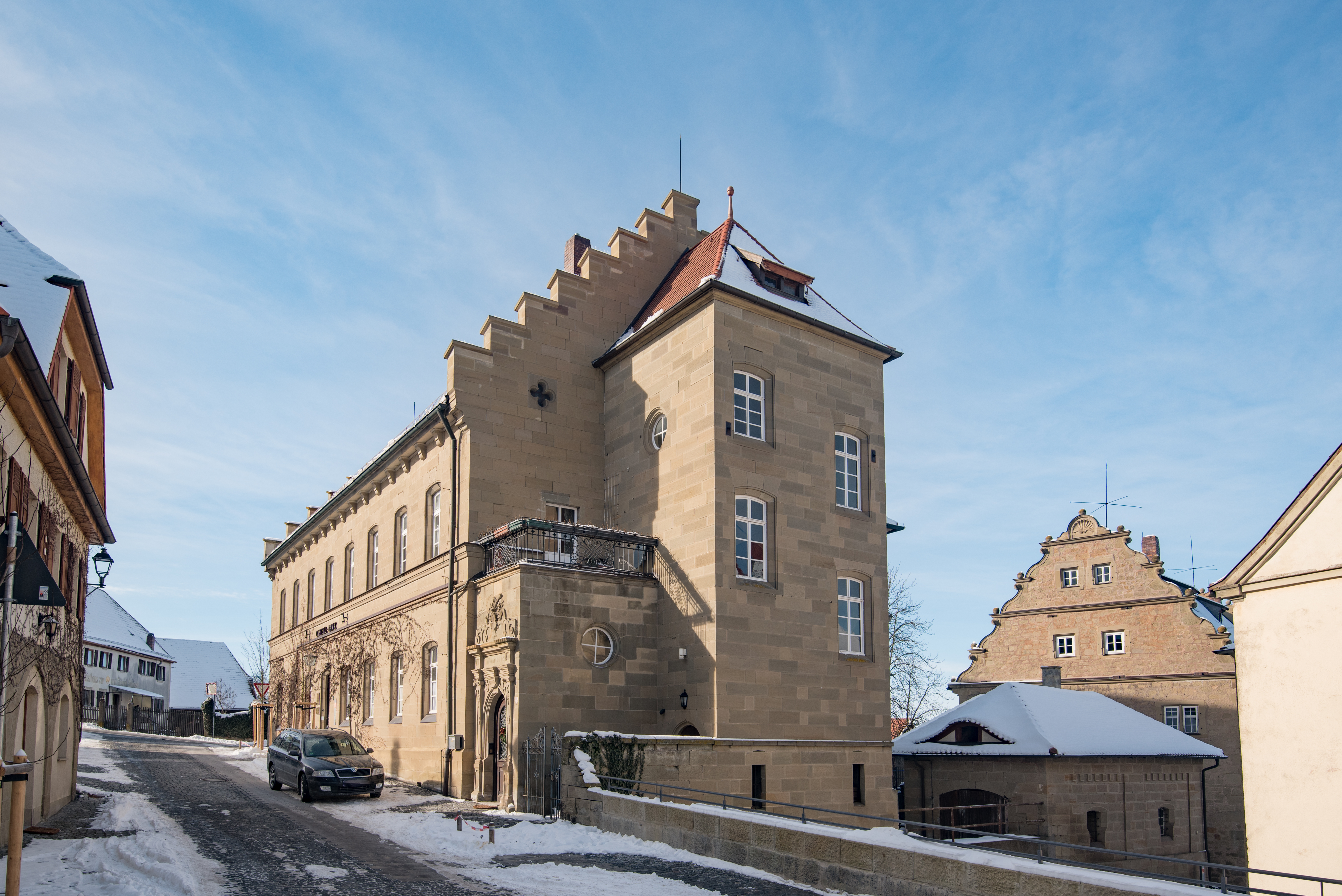
Stiegenhaus mit Portal

Das Haus entstand im Jahr 1847 und wurde im Jahr 1905 umgebaut, das Bayerische Landesamt für Denkmalpflege ordnet es als Baudenkmal ein. Es präsentiert sich als zweigeschossiger Sandsteinquaderbau mit Stufengiebeln und erinnert in seinem Aufbau an das benachbarte Gebäude des ehemaligen Wildbades, das bereits aus dem 16. Jahrhundert stammt. Der Bau wurde als Repräsentationsgebäude errichtet und ist mit dem fürstlichen Wappen Castell über der Eingangstür am Stiegenhaus versehen, das mit der Jahreszahl 1905 geschmückt wurde.
Das Haus weist eine reiche Fassadengliederung auf. Es besitzt Drillingsfenster im Giebel, tiefe Rundbogenfenster durchlichten die Geschosse. Der Giebel wurde außerdem mit einigen Rosettenfenster verziert. Der Bau selbst wird durch mehrere Gesimse gegliedert, die die Geschosse äußerlich voneinander abgrenzen. Er weist Gurt- und Brüstungsgesimse auf. Der Treppenhausanbau wurde als schlichter Rechteckbau mit Walmdach an eine der Schmalseiten angesetzt. Besondere Bedeutung hat das dort befindliche Portal, das in seinem Aufbau an die Renaissanceportale am Burgstall Oberschloss, dem alten Stammsitz der Grafen zu Castell oberhalb des Dorfes erinnert.